# Gloria Rodríguez
Gloria Rodríguez, née le 6 mars 1992 à Torre-Pacheco, est une coureuse cycliste espagnole. Elle est championne d'Espagne de poursuite en 2016.

## Palmarès sur route

### Par année
- 2009
  -  Championne d'Espagne sur route juniors
  -  Championne d'Espagne du contre-la-montre juniors
- 2010
  - 2e du championnat d'Espagne sur route juniors
  - 3e du championnat d'Espagne du contre-la-montre juniors
- 2016
  - 2e du championnat d'Espagne du contre-la-montre
- 2019
  - 3e du championnat d'Espagne du contre-la-montre

### Classements mondiaux
| Année                                 | 2016 | 2017 | 2018 | 2019 | 2020 | 2021 | 2022 | 2023  |
| ------------------------------------- | ---- | ---- | ---- | ---- | ---- | ---- | ---- | ----- |
| Classement UCI                        | 441e | nc   | 290e | 533e | 710e | nc   | 896e | 1315e |
| UCI World Tour                        | nc   | nc   | 270e | 176e | nc   | nc   | 220e | nc    |
|                                       |      |      |      |      |      |      |      |       |
| Légende : nc = non classéSource : UCI |      |      |      |      |      |      |      |       |

## Palmarès sur piste

### Championnats du monde
- Montichiari 2010
  -  Médaillée de bronze de la poursuite juniors
- Saint-Quentin-en-Yvelines 2015
  - 18e de la poursuite
- Londres 2016
  - 10e de la poursuite
- Hong Kong 2016
  - 19e de la poursuite

### Championnats nationaux
- Championne d'Espagne de poursuite en 2016 et 2018